# Leuconephra punctilinea
Leuconephra punctilinea är en fjärilsart som beskrevs av Alfred Ernest Wileman 1918. Leuconephra punctilinea ingår i släktet Leuconephra och familjen nattflyn. Inga underarter finns listade i Catalogue of Life.